# Presidenti della Provincia di Ascoli Piceno
Questo elenco riporta i presidenti della Provincia di Ascoli Piceno.

## Regno d'Italia (1861-1946)

### Presidenti del Consiglio provinciale (1861-1926)
- Loredano Luciani (1862-1865)
- Francesco Diotiguardi (1865-1866)
- Pio Bartolucci (1866-1867)
- Cesare Scoccia (1867-1873)
- Luigi Crocetti (1875-1888)
- Guglielmo Vinci (1888-1889)
- Francesco Ricci (1889-1890)
- Giuseppe Scoccini (1890-1895)
- Guglielmo Vinci (1895-1899)
- Giovanni Monti (1899-1914)
- Luigi Dari (1914-?)

### Presidenti della Deputazione provinciale (1889-1926)
| Nº | Nº | Ritratto | Nome                    | Mandato | Mandato | Partito |
| Nº | Nº | Ritratto | Nome                    | Inizio  | Fine    | Partito |
| -- | -- | -------- | ----------------------- | ------- | ------- | ------- |
| 1  |    |          | Domenico Travaglini     | 1889    | 1891    | ?       |
| 2  |    |          | Luigi De Castellotti    | 1891    | 1895    | ?       |
| 3  |    |          | Tancredi Tozzi Condivi  | 1895    | 1900    | ?       |
| 4  |    |          | Enrico Teodori          | 1900    | 1904    | ?       |
| 5  |    |          | Giuseppe Seienni        | 1904    | 1905    | ?       |
| 6  |    |          | Vittorio Trebbi         | 1905    | 1906    | ?       |
| 7  |    |          | Nicola Palloni          | 1906    | 1907    | ?       |
| 8  |    |          | Giuseppe Mario De Marzi | 1907    | 1912    | ?       |
| 9  |    |          | Augusto Grassi          | 1912    | ?       | ?       |

## Repubblica Italiana (dal 1946)

### Presidenti della Deputazione provinciale (1945-1951)
| Nº | Nº | Ritratto | Nome                  | Mandato         | Mandato        | Partito              |
| Nº | Nº | Ritratto | Nome                  | Inizio          | Fine           | Partito              |
| -- | -- | -------- | --------------------- | --------------- | -------------- | -------------------- |
| 1  |    |          | Nunzio Giulio Teodori | 17 gennaio 1945 | 5 ottobre 1946 |                      |
| 2  |    |          | Guido Cingoli         | 5 ottobre 1946  | 3 marzo 1949   |                      |
| 3  |    |          | Cesare Valentinotti   | 3 marzo 1949    | 30 giugno 1951 | Democrazia Cristiana |

### Presidenti della Provincia (dal 1951)

#### Eletti dal Consiglio provinciale (1951-1995)
| Nº | Nº | Ritratto | Nome                   | Mandato          | Mandato          | Partito                     | Elezione |
| Nº | Nº | Ritratto | Nome                   | Inizio           | Fine             | Partito                     | Elezione |
| -- | -- | -------- | ---------------------- | ---------------- | ---------------- | --------------------------- | -------- |
| 1  |    |          | Antonio Feriozzi       | 30 giugno 1951   | 22 dicembre 1960 | Democrazia Cristiana        |          |
| 2  |    |          | Giovanni Ramazzotti    | 22 dicembre 1960 | 15 giugno 1975   | Democrazia Cristiana        |          |
| 3  |    |          | Nazario Sauro Ramadori | 15 giugno 1975   | 2 ottobre 1978   | Partito Socialista Italiano |          |
| 4  |    |          | Francesco Carbone      | 2 ottobre 1978   | 6 giugno 1990    | Partito Socialista Italiano |          |
| 5  |    |          | Giovanni Basso         | 6 giugno 1990    | 5 febbraio 1992  | Partito Socialista Italiano |          |
| 6  |    |          | Federico Vitali        | 5 febbraio 1992  | 14 maggio 1994   | Democrazia Cristiana        |          |
| 7  |    |          | Romualdo Cafini        | 14 maggio 1994   | 10 maggio 1995   | Partito Popolare Italiano   |          |

#### Eletti direttamente dai cittadini (1995-2014)
| Nº | Nº             | Ritratto       | Nome              | Mandato                 | Mandato         | Partito                              | Elezione |
| Nº | Nº             | Ritratto       | Nome              | Inizio                  | Fine            | Partito                              | Elezione |
| -- | -------------- | -------------- | ----------------- | ----------------------- | --------------- | ------------------------------------ | -------- |
| 8  |                |                | Pietro Colonnella | 8 maggio 1995           | 29 giugno 1999  | Partito Democratico della Sinistra   | 1995     |
| 8  | 29 giugno 1999 | 14 giugno 2004 | Pietro Colonnella | Democratici di Sinistra | 1999            |                                      |          |
| 9  |                |                | Massimo Rossi     | 14 giugno 2004          | 22 giugno 2009  | Partito della Rifondazione Comunista | 2004     |
| 10 |                |                | Piero Celani      | 24 giugno 2009          | 14 ottobre 2014 | Il Popolo della Libertà              | 2009     |

#### Eletti dai sindaci e consiglieri della provincia (dal 2014)
| Nº | Nº | Ritratto | Nome                                           | Mandato          | Mandato          | Partito             | Elezione |
| Nº | Nº | Ritratto | Nome                                           | Inizio           | Fine             | Partito             | Elezione |
| -- | -- | -------- | ---------------------------------------------- | ---------------- | ---------------- | ------------------- | -------- |
| 11 |    |          | Paolo D'Erasmo                                 | 14 ottobre 2014  | 30 ottobre 2018  | Partito Democratico | 2014     |
| 12 |    |          | Sergio Fabiani                                 | 30 ottobre 2018  | 21 ottobre 2021  | Partito Democratico | 2018     |
| -  |    |          | Luigi Capriotti (Consigliere facente funzioni) | 21 ottobre 2021  | 19 dicembre 2021 | Fratelli d'Italia   | 2018     |
| 13 |    |          | Sergio Loggi                                   | 19 dicembre 2021 | in carica        | Italia Viva         | 2021     |